# Kuna (Idaho)
Kuna is een plaats (city) in de Amerikaanse staat Idaho, en valt bestuurlijk gezien onder Ada County.

## Demografie
Bij de volkstelling in 2000 werd het aantal inwoners vastgesteld op 5382.
In 2006 is het aantal inwoners door het United States Census Bureau geschat op 11.510, een stijging van 6128 (113,9%).

## Geografie
Volgens het United States Census Bureau beslaat de plaats een oppervlakte van
6,2 km², geheel bestaande uit land. Kuna ligt op ongeveer 821 m boven zeeniveau.

## Plaatsen in de nabije omgeving
De onderstaande figuur toont nabijgelegen plaatsen in een straal van 24 km rond Kuna.